# Niederlausitzer Fußballmeisterschaft 1905/06
Die Niederlausitzer Fußballmeisterschaft 1905/06 war die dritte und letzte vom Verband Niederlausitzer Ballspiel-Vereine (VNBV) ausgetragene Niederlausitzer Fußballmeisterschaft. Erneut wurden die einzelnen Klassen im Rundenturnier mit sechs Mannschaften (1. Klasse), bzw. fünf Mannschaften (2. Klasse), ausgetragen. Die dritte und vierte Klasse setzten sich aus den zweiten und dritten Mannschaften der Verbandsmitglieder zusammen. Die Saison startete am 24. September 1905 und endete im März 1906. Niederlausitzer Fußballmeister wurde zum ersten Mal der FV Brandenburg Cottbus und qualifizierte sich somit für ein Entscheidungsspiel um die Teilnahme an der deutschen Fußballmeisterschaft 1905/06. In diesem Spiel traf Cottbus auf den Sieger des Verbandes Breslauer Ballspiel-Vereine, SC Schlesien Breslau, und verlor dieses am 1. April 1906 in Dresden ausgetragene Spiel mit 1:3.
Dies war die letzte Fußballmeisterschaft des VNBV. Am 18. März 1906 gründete der Verband zusammen mit dem Verband Breslauer Ballspiel-Vereine den Südostdeutschen Fußball-Verband (SOFV). Die Niederlausitzer Vereine spielten fortan innerhalb des SOFV in dem Bezirk Niederlausitz.

## 1. Klasse

### Kreuztabelle
Die Kreuztabelle stellt die Ergebnisse aller Spiele der 1. Klasse Niederlausitz dieser Saison dar. Die Heimmannschaft ist in der linken Spalte, die Gastmannschaft in der oberen Zeile aufgelistet. Ein Plus signalisiert, dass das Spiel trotz abweichendem Ergebnis als Sieg für die betroffene Mannschaft gewertet wurde.
| 1905/06                  | FV Brandenburg Cottbus | FC Viktoria Forst | SC Alemannia Cottbus | TuFC Britanna Cottbus | SC Vorwärts Forst | SC Viktoria Cottbus |
| ------------------------ | ---------------------- | ----------------- | -------------------- | --------------------- | ----------------- | ------------------- |
| FV Brandenburg Cottbus   |                        | 0:0               | 1:0                  | 2:0                   | 2:0               | 1:0                 |
| FC Viktoria Forst        | 1:3                    |                   | 8:2                  | 6:2                   | 2:0               | +1:2 a              |
| SC Alemannia Cottbus     | 1:4                    | 1:1               |                      | 6:2                   | 1:0               | 1:7                 |
| TuFC Britannia Cottbus   | 0:0+ b                 | 1:1               | 2:3                  |                       | +0:0 c            | +2:5 d              |
| SC Vorwärts Forst        | 0:0+ e                 | 0:0+ f            | 0:0+ g               | +0:0 h                |                   | +1:2 i              |
| SC Victoria 1897 Cottbus | 2:4                    | 0:0+ j            | 2:0+ k               | 1:1+ l                | 0:0+ m            |                     |

### Abschlusstabelle
| Pl. | Verein                   | Sp. | S | U | N | Tore    | Quote | Punkte |
| --- | ------------------------ | --- | - | - | - | ------- | ----- | ------ |
| 1.  | FV Brandenburg Cottbus   | 10  | 9 | 1 | 0 | 017:400 | 4,25  | 19:10  |
| 2.  | FC Viktoria Forst        | 10  | 6 | 3 | 1 | 019:900 | 2,11  | 15:50  |
| 3.  | SC Alemannia Cottbus (M) | 10  | 5 | 1 | 4 | 015:250 | 0,60  | 11:90  |
| 4.  | TuFC Britannia Cottbus   | 10  | 3 | 1 | 6 | 007:180 | 0,39  | 07:13  |
| 5.  | SC Vorwärts Forst        | 10  | 3 | 0 | 7 | 000:500 | 0,00  | 06:14  |
| 6.  | SC Victoria 1897 Cottbus | 10  | 1 | 0 | 9 | 009:600 | 1,50  | 02:18  |

| (M) | Titelverteidiger |

## 2. Klasse

### Kreuztabelle
Die Kreuztabelle stellt die Ergebnisse aller Spiele der 2. Klasse Niederlausitz dieser Saison dar. Die Heimmannschaft ist in der linken Spalte, die Gastmannschaft in der oberen Zeile aufgelistet. Ein Plus signalisiert, dass das Spiel trotz abweichendem Ergebnis als Sieg für die betroffene Mannschaft gewertet wurde.
| 1905/06               | FC Askania Forst | FC Deutschland Forst | SC Union Cottbus | FC Amicitia Forst | FC Hohenzollern Forst |
| --------------------- | ---------------- | -------------------- | ---------------- | ----------------- | --------------------- |
| FC Askania Forst      |                  | 2:1                  | -:-              | 6:1               | 6:1                   |
| FC Deutschland Forst  | -:-              |                      | 0:0              | 5:4               | 5:3                   |
| SC Union Cottbus      | -:-              | -:-                  |                  | 2:4               | -:-                   |
| FC Amicitia Forst     | 1:4              | -:-                  | -:-              |                   | -:-                   |
| FC Hohenzollern Forst | -:-              | -:-                  | 1:3              | -:-               |                       |

### Abschlusstabelle
| Pl. | Verein                    | Sp. | S | U | N | Tore    | Quote | Punkte |
| --- | ------------------------- | --- | - | - | - | ------- | ----- | ------ |
| 1.  | FC Askania Forst          | 4   | 4 | 0 | 0 | 018:400 | 4,50  | 08:0   |
| 2.  | FC Deutschland 1901 Forst | 4   | 2 | 1 | 1 | 011:900 | 1,22  | 05:30  |
| 3.  | SC Union 05 Cottbus (N)   | 3   | 1 | 1 | 1 | 005:500 | 1,00  | 03:30  |
| 4.  | FC Amicitia Forst         | 4   | 1 | 0 | 3 | 010:170 | 0,59  | 02:60  |
| 5.  | FC Hohenzollern Forst     | 3   | 0 | 0 | 3 | 005:140 | 0,36  | 0:60   |